# Cátia Azevedo
Cátia Azevedo (ur. 9 marca 1994 w Oliveira de Azeméis) – portugalska lekkoatletka startująca głównie w konkurencjach biegowych na dystansie 400 m. Złota medalistka igrzysk śródziemnomorskich, dwukrotna złota medalistka mistrzostw ibero-amerykańskich, trzykrotna olimpijka (Rio de Janeiro 2016, Tokio 2020, Paryż 2024), wielokrotna uczestniczka mistrzostw świata oraz Europy.

## Przebieg kariery
W 2013 roku wystąpiła w I lidze drużynowych mistrzostw Europy, gdzie w biegu na 400 m oraz biegu sztafet 4 × 400 m zajęła odpowiednio 5. i 4. miejsce. Niedługo później była uczestniczką mistrzostw Europy juniorów rozegranych we włoskim Rieti, tam wywalczyła w etapie finałowym 5. miejsce w konkurencji biegu na 400 m. Rok później zdobyła dwa srebrne medale mistrzostw śródziemnomorskich U-23 w Aubagne. W swym debiutanckim starcie na mistrzostwach Europy, który miał miejsce w Zurychu, wystąpiła w biegu na 400 m indywidualnie i w sztafecie – oba starty zakończyła na etapie eliminacji.
Reprezentowała Portugalię na igrzyskach olimpijskich w Rio de Janeiro. W ich ramach wystąpiła indywidualnie w konkurencji biegu na 400 m – odpadła w eliminacjach, zajmując w swej kolejce 4. miejsce z czasem 52,38.
W 2017 roku zadebiutowała na mistrzostwach świata, gdzie zajęła w eliminacjach 7. miejsce w konkursie biegu na 400 m. Blisko trzy tygodnie później wystartowała w uniwersjadzie, w ramach której awansowała do finału konkursu biegu na 400 m i wywalczyła w tej fazie 5. miejsce. W 2018 roku wywalczyła dwa złote medale mistrzostw ibero-amerykańskich. Była uczestniczką rozgrywanych w Mińsku igrzysk europejskich, tam portugalska ekipa z jej udziałem zajęła 4. miejsce w konkursie biegu sztafet mieszanych 4 × 400 m.
W 2021 roku ponownie reprezentowała swój kraj na igrzyskach olimpijskich. Podczas zmagań w Tokio, tak jak w poprzednim starcie olimpijskim, wystąpiła jedynie w konkurencji biegu na 400 m. Odpadła w fazie półfinałowej, w której zajęła 7. miejsce w swej kolejce (z rezultatem czasowym 51,32).
W 2022 roku zdobyła pierwszy w karierze medal igrzysk śródziemnomorskich, w algierskim Oranie otrzymała złoty medal w konkurencji biegu na 400 m.
W swej karierze wywalczyła czternaście tytułów mistrzyni kraju (siedem na stadionie, siedem w hali), złote medale zdobywała głównie na dystansach 400 i 800 m.

## Osiągnięcia
| Rok     | Zawody                                    | Miasto         | Miejsce | Konkurencja                 | Wynik   |
| ------- | ----------------------------------------- | -------------- | ------- | --------------------------- | ------- |
| 2013    | Drużynowe mistrzostwa Europy (I liga)     | Dublin         | 5.      | bieg na 400 m               | 53,98   |
| 2013    | Drużynowe mistrzostwa Europy (I liga)     | Dublin         | 4.      | sztafeta 4 × 400 m          | 3:39,62 |
| 2013    | Mistrzostwa Europy juniorów               | Rieti          | 5.      | bieg na 400 m               | 52,89   |
| 2014    | Młodzieżowe mistrzostwa śródziemnomorskie | Aubagne        | srebro  | bieg na 400 m               | 53,14   |
| 2014    | Młodzieżowe mistrzostwa śródziemnomorskie | Aubagne        | srebro  | sztafeta 4 × 400 m          | 3:39,69 |
| 2014    | Drużynowe mistrzostwa Europy (I liga)     | Tallinn        | brąz    | bieg na 400 m               | 53,98   |
| 2014    | Drużynowe mistrzostwa Europy (I liga)     | Tallinn        | brąz    | sztafeta 4 × 400 m          | 3:36,88 |
| 2014    | Mistrzostwa Europy                        | Zurych         | 5. H    | bieg na 400 m               | 52,87   |
| 2014    | Mistrzostwa Europy                        | Zurych         | 6. H    | sztafeta 4 × 400 m          | 3:35,41 |
| 2015    | Drużynowe mistrzostwa Europy (I liga)     | Heraklion      | 5.      | bieg na 400 m               | 53,59   |
| 2015    | Drużynowe mistrzostwa Europy (I liga)     | Heraklion      | 5.      | sztafeta 4 × 400 m          | 3:37,45 |
| 2015    | Młodzieżowe mistrzostwa Europy            | Tallinn        | 4. H    | bieg na 400 m               | 53,49   |
| 2016    | Mistrzostwa Europy                        | Amsterdam      | 4. SF   | bieg na 400 m               | 52,46   |
| 2016    | Mistrzostwa Europy                        | Amsterdam      | 7. H    | sztafeta 4 × 400 m          | 3:32,48 |
| 2016    | Igrzyska olimpijskie                      | Rio de Janeiro | 4. H    | bieg na 400 m               | 52,38   |
| 2017    | Drużynowe mistrzostwa Europy (I liga)     | Vaasa          | brąz    | bieg na 400 m               | 52,76   |
| 2017    | Drużynowe mistrzostwa Europy (I liga)     | Vaasa          | srebro  | sztafeta 4 × 400 m          | 3:36,44 |
| 2017    | Mistrzostwa świata                        | Londyn         | 7. H    | bieg na 400 m               | 52,79   |
| 2017    | Uniwersjada                               | Tajpej         | 5.      | bieg na 400 m               | 52,39   |
| 2018    | Halowe mistrzostwa świata                 | Birmingham     | 6. H    | bieg na 400 m               | 54,17   |
| 2018    | Halowe mistrzostwa świata                 | Birmingham     | 5. H    | sztafeta 4 × 400 m          | 3:35,43 |
| 2018    | Igrzyska śródziemnomorskie                | Tarragona      | 5.      | bieg na 400 m               | 52,63   |
| 2018    | Igrzyska śródziemnomorskie                | Tarragona      | 4.      | sztafeta 4 × 400 m          | 3:34,21 |
| 2018    | Mistrzostwa Europy                        | Berlin         | 8. SF   | bieg na 400 m               | 52,23   |
| 2018    | Mistrzostwa Europy                        | Berlin         | 7. H    | sztafeta 4 × 400 m          | 3:33,35 |
| 2018    | Mistrzostwa ibero-amerykańskie            | Trujillo       | złoto   | bieg na 400 m               | 52,26   |
| 2018    | Mistrzostwa ibero-amerykańskie            | Trujillo       | złoto   | sztafeta 4 × 400 m          | 3:36,49 |
| 2019    | Halowe mistrzostwa Europy                 | Glasgow        | 6. H    | bieg na 400 m               | 53,43   |
| 2019    | Igrzyska europejskie                      | Mińsk          | 4.      | sztafeta mieszana 4 × 400 m | 3:19,63 |
| 2019    | Uniwersjada                               | Napoli         | 5.      | bieg na 400 m               | 52,07   |
| 2019    | Drużynowe mistrzostwa Europy (I liga)     | Sandnes        | brąz    | bieg na 400 m               | 52,44   |
| 2019    | Drużynowe mistrzostwa Europy (I liga)     | Sandnes        | srebro  | sztafeta 4 × 400 m          | 3:33,95 |
| 2019    | Mistrzostwa świata                        | Doha           | 5. H    | bieg na 400 m               | 52,79   |
| 2021    | Halowe mistrzostwa Europy                 | Toruń          | 5. H    | bieg na 400 m               | 53,28   |
| 2021    | World Athletics Relays                    | Chorzów        | 6. H    | sztafeta mieszana 4 × 400 m | 3:21,51 |
| 2021    | Drużynowe mistrzostwa Europy (Super liga) | Chorzów        | 4.      | bieg na 400 m               | 52,99   |
| 2021    | Drużynowe mistrzostwa Europy (Super liga) | Chorzów        | 6.      | sztafeta 4 × 400 m          | 3:35,37 |
| 2021    | Igrzyska olimpijskie                      | Tokio          | 7. SF   | bieg na 400 m               | 51,32   |
| 2022    | Halowe mistrzostwa świata                 | Belgrad        | 5. H    | bieg na 400 m               | 53,01   |
| 2022    | Mistrzostwa ibero-amerykańskie            | La Nucia       | 5.      | bieg na 400 m               | 51,58   |
| 2022    | Igrzyska śródziemnomorskie                | Oran           | złoto   | bieg na 400 m               | 51,24   |
| 2022    | Mistrzostwa świata                        | Eugene         | 7. SF   | bieg na 400 m               | 51,79   |
| 2022    | Mistrzostwa Europy                        | Monachium      | 5. SF   | bieg na 400 m               | 51,42   |
| 2023    | Drużynowe mistrzostwa Europy (I dywizja)  | Chorzów        | 7.      | bieg na 400 m               | 51,93   |
| 2023    | Drużynowe mistrzostwa Europy (I dywizja)  | Chorzów        | 5.      | sztafeta mieszana 4 × 400 m | 3:14,06 |
| 2023    | Mistrzostwa świata                        | Budapeszt      | 4. H    | bieg na 400 m               | 51,93   |
| 2023    | Mistrzostwa świata                        | Budapeszt      | 8. H    | sztafeta 4 × 400 m          | 3:15,75 |
| 2024    | Halowe mistrzostwa świata                 | Glasgow        | 4. H    | bieg na 400 m               | 52,92   |
| 2024    | Halowe mistrzostwa świata                 | Glasgow        | 5. H    | sztafeta 4 × 400 m          | 3:31,93 |
| 2024    | World Athletics Relays                    | Nassau         | 5. RR   | sztafeta mieszana 4 × 400 m | 3:17,03 |
| 2024    | Mistrzostwa Europy                        | Rzym           | 5. H    | bieg na 400 m               | 52,53   |
| 2024    | Mistrzostwa Europy                        | Rzym           | 6. H    | sztafeta 4 × 400 m          | 3:29,50 |
| 2024    | Igrzyska olimpijskie                      | Paryż          | 5. RR   | bieg na 400 m               | 52,04   |
| Źródło: |                                           |                |         |                             |         |

## Rekordy życiowe
(stan na 23 lutego 2024)
- bieg na 200 m – 23,84 (13 lipca 2014, Braga)
- bieg na 400 m – 50,59 (3 czerwca 2021, Huelva)
- bieg na 800 m – 2:06,11 (13 maja 2017, Paro)
- sztafeta 4 × 100 m – 45,49 (25 maja 2019, Castellón)
- sztafeta 4 × 400 m – 3:32,48 (9 lipca 2016, Amsterdam)
- sztafeta mieszana 4 × 400 m – 3:14,06 (25 czerwca 2023, Chorzów)

Halowe
- bieg na 200 m – 24,44 (22 lutego 2015, Pombal)
- bieg na 400 m – 52,43 (23 lutego 2024, Madryt)
- bieg na 800 m – 2:05,96 (10 lutego 2019, Pombal)
- sztafeta 4 × 400 m – 3:35,43 (3 marca 2018, Birmingham)

Źródło: 